# Ligne Meitetsu Tokoname
La ligne Meitetsu Tokoname (名鉄常滑線, Meitetsu Tokoname-sen) est une ligne ferroviaire de la compagnie privée Meitetsu située dans la préfecture d'Aichi au Japon. Elle relie la gare de Jingū-mae à Nagoya à la gare de Tokoname à Tokoname.

## Histoire
La ligne est ouverte en 1912 et 1913 par la compagnie Aichi Electric Railway.

## Caractéristiques

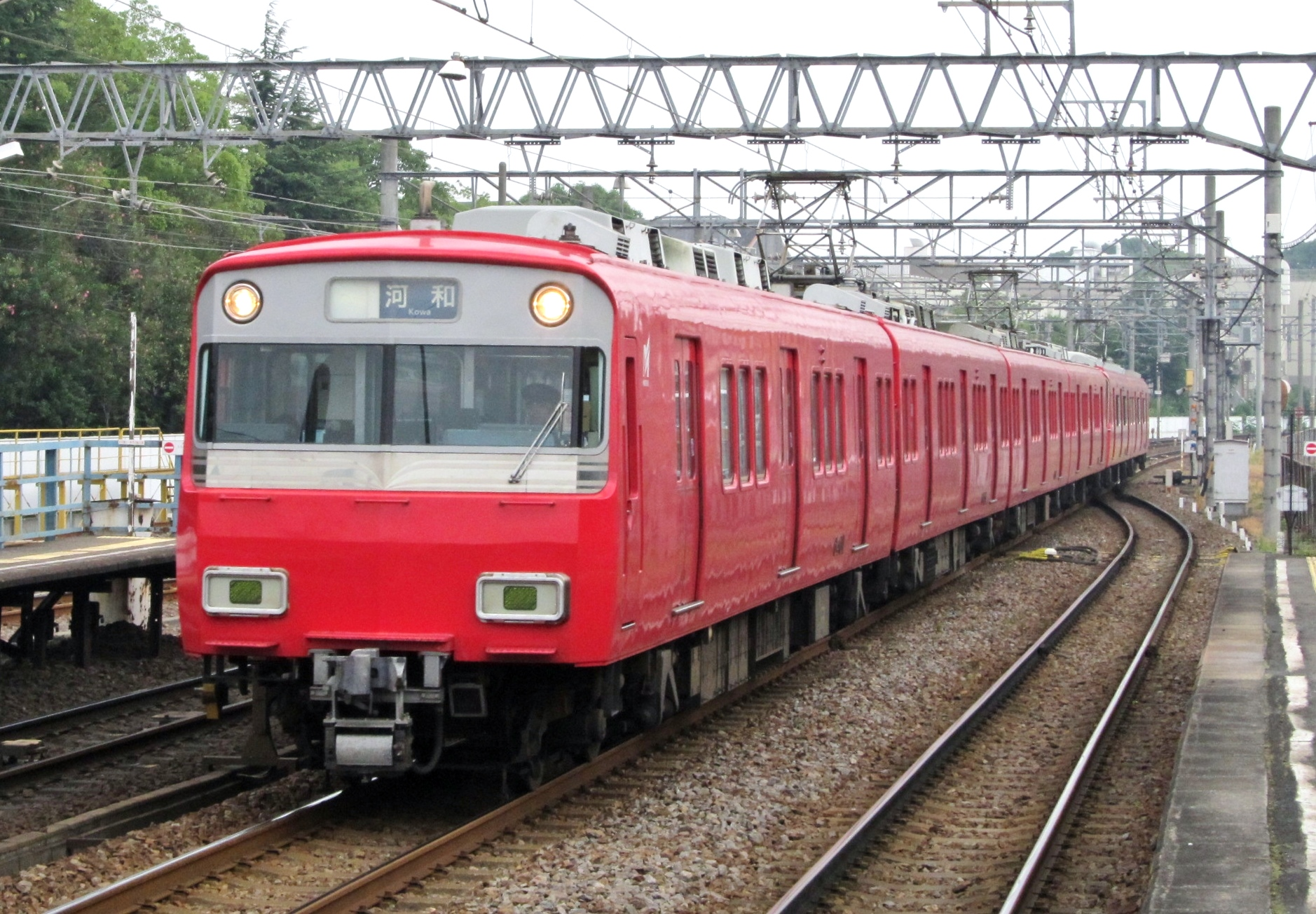
La ligne à Shūrakuen.

### Ligne
- écartement des voies : 1 067 mm
- nombre de voies : 2
- électrification : 1 500 V cc par caténaire

### Liste des gares
La ligne comporte 23 gares.
| Numéro | Gare              | Nom japonais | Distance (km) | Correspondances                      | Localisation      |
| ------ | ----------------- | ------------ | ------------- | ------------------------------------ | ----------------- |
| NH33   | Jingū-mae         | 神宮前       | 0             | Meitetsu : Nagoya (interconnexion)   | Atsuta-ku, Nagoya |
| TA01   | Toyodahommachi    | 豊田本町     | 1,4           |                                      | Minami-ku, Nagoya |
| TA02   | Dōtoku            | 道徳         | 2,4           |                                      | Minami-ku, Nagoya |
| TA03   | Ōe                | 大江         | 3,8           | Meitetsu : Chikkō                    | Minami-ku, Nagoya |
| TA04   | Daidōchō          | 大同町       | 5,3           |                                      | Minami-ku, Nagoya |
| TA05   | Shibata           | 柴田         | 6,1           |                                      | Minami-ku, Nagoya |
| TA06   | Nawa              | 名和         | 7,5           |                                      | Tōkai             |
| TA07   | Shūrakuen         | 聚楽園       | 9,7           |                                      | Tōkai             |
| TA08   | Shin-Nittetsu-mae | 新日鉄前     | 10,6          |                                      | Tōkai             |
| TA09   | Ōtagawa           | 太田川       | 12,3          | Meitetsu : Kōwa (interconnexion)     | Tōkai             |
| TA10   | Owari Yokosuka    | 尾張横須賀   | 13,7          |                                      | Tōkai             |
| TA11   | Teramoto          | 寺本         | 15,1          |                                      | Chita             |
| TA12   | Asakura           | 朝倉         | 16,4          |                                      | Chita             |
| TA13   | Komi              | 古見         | 17,3          |                                      | Chita             |
| TA14   | Nagaura           | 長浦         | 18,7          |                                      | Chita             |
| TA15   | Hinaga            | 日長         | 21,0          |                                      | Chita             |
| TA16   | Shin-Maiko        | 新舞子       | 22,5          |                                      | Chita             |
| TA17   | Ōnomachi          | 大野町       | 24,1          |                                      | Tokoname          |
| TA18   | Nishinokuchi      | 西ノ口       | 25,4          |                                      | Tokoname          |
| TA19   | Kabaike           | 蒲池         | 26,4          |                                      | Tokoname          |
| TA20   | Enokido (ja)      | 榎戸         | 27,5          |                                      | Tokoname          |
| TA21   | Taya              | 多屋         | 28,6          |                                      | Tokoname          |
| TA22   | Tokoname          | 常滑         | 29,3          | Meitetsu : Aéroport (interconnexion) | Tokoname          |